# Liste des présidents d'Andalousie
Cet article dresse la liste des titulaires du poste de président de la Junte d'Andalousie depuis l'approbation de la loi organique du 30 décembre 1981 établissant le statut d'autonomie de la communauté autonome, jusqu'à aujourd'hui.

## Liste
| Président   | Président                     | Parti  | Dates                                                          | Gouvernement | Majorité    | Remarque                                                                          |
| ----------- | ----------------------------- | ------ | -------------------------------------------------------------- | ------------ | ----------- | --------------------------------------------------------------------------------- |
|             | Rafael Escuredo               | PSOE-A | 24 juillet 1982 – 10 mars 1984 (1 an, 7 mois et 15 jours)      | Escuredo     | 66 / 109    | Record de brièveté                                                                |
|             | José Rodríguez de la Borbolla | PSOE-A | 10 mars 1984 – 26 juillet 1990 (6 ans, 4 mois et 16 jours)     | Borbolla I   | 66 / 109    |                                                                                   |
| Borbolla II | José Rodríguez de la Borbolla | PSOE-A | 10 mars 1984 – 26 juillet 1990 (6 ans, 4 mois et 16 jours)     | 60 / 109     |             |                                                                                   |
|             | Manuel Chaves                 | PSOE-A | 26 juillet 1990 – 7 avril 2009 (18 ans, 8 mois et 12 jours)    | Chaves I     | 62 / 109    | Record de longévité Démission pour entrer au gouvernement espagnol                |
| Chaves II   | Manuel Chaves                 | PSOE-A | 26 juillet 1990 – 7 avril 2009 (18 ans, 8 mois et 12 jours)    | 45 / 109     |             | Record de longévité Démission pour entrer au gouvernement espagnol                |
| Chaves III  | Manuel Chaves                 | PSOE-A | 26 juillet 1990 – 7 avril 2009 (18 ans, 8 mois et 12 jours)    | 56 / 109     |             | Record de longévité Démission pour entrer au gouvernement espagnol                |
| Chaves IV   | Manuel Chaves                 | PSOE-A | 26 juillet 1990 – 7 avril 2009 (18 ans, 8 mois et 12 jours)    | 57 / 109     |             | Record de longévité Démission pour entrer au gouvernement espagnol                |
| Chaves V    | Manuel Chaves                 | PSOE-A | 26 juillet 1990 – 7 avril 2009 (18 ans, 8 mois et 12 jours)    | 61 / 109     |             | Record de longévité Démission pour entrer au gouvernement espagnol                |
| Chaves VI   | Manuel Chaves                 | PSOE-A | 26 juillet 1990 – 7 avril 2009 (18 ans, 8 mois et 12 jours)    | 56 / 109     |             | Record de longévité Démission pour entrer au gouvernement espagnol                |
|             | Gaspar Zarrías a.i.           | PSOE-A | 7 avril 2009 – 23 avril 2009 (16 jours)                        | 56 / 109     | Par intérim | Intérim en qualité de premier vice-président de la Junte                          |
|             | José Antonio Griñán           | PSOE-A | 23 avril 2009 – 6 septembre 2013 (4 ans, 4 mois et 14 jours)   | 56 / 109     | Griñán I    |                                                                                   |
| Griñán II   | José Antonio Griñán           | PSOE-A | 23 avril 2009 – 6 septembre 2013 (4 ans, 4 mois et 14 jours)   | 59 / 109     |             |                                                                                   |
|             | Susana Díaz                   | PSOE-A | 6 septembre 2013 – 18 janvier 2019 (5 ans, 4 mois et 12 jours) | 59 / 109     | Díaz I      | Le vice-président Manuel Jiménez Barrios assure l'intérim en août 2015            |
| Díaz II     | Susana Díaz                   | PSOE-A | 6 septembre 2013 – 18 janvier 2019 (5 ans, 4 mois et 12 jours) | 47 / 109     |             | Le vice-président Manuel Jiménez Barrios assure l'intérim en août 2015            |
|             | Juan Manuel Moreno            | PP     | Depuis le 18 janvier 2019 (6 ans, 2 mois et 2 jours)           | Moreno I     | 47 / 109    | Premier président non socialiste Première majorité absolue non socialiste en 2022 |
| Moreno II   | Juan Manuel Moreno            | PP     | Depuis le 18 janvier 2019 (6 ans, 2 mois et 2 jours)           | 58 / 109     |             | Premier président non socialiste Première majorité absolue non socialiste en 2022 |